# Шинізавр крокодиловий
Шинізавр крокодиловий (Shinisaurus crocodilurus) — єдиний вид ящірок роду Шинізавр (Shinisaurus) з родини Ксенозаврів.

## Опис
Загальна довжина досягає 40—46 см, вага 150—200 г. Це найбільший представник родини ксенозаврів. Колір шкіри оливковий з червоною плямою на шиї. Черево у самців теж червонувате, а в самиць воно біло-сіре. Вдовж спини почергово тягнуться світлі та темні смуги. Поверху розташовані рядки гребінців. Тому своїм виглядом ця ящірка нагадує крокодила. Звідси й назва — шинізавр крокодиловий. Має велику та стиснуту голову. Гарно розвинуті скроневі дуги. Очі маленькі. Великий тім'яний отвір. Добре розвинуті кінцівки. 

## Спосіб життя
Полюбляє гірські місцини, зустрічається вдовж рік. У горах зустрічається на висоті до 500—700 м над рівнем моря. Добре лазить по деревах й чагарниках. Гарно плаває та пірнає. Шинізавр може тривалий час перебувати під водою. Часто лежить на камінні й гілках, де гріється на сонці. Харчується ракоподібними, пуголовками, рибою, равликами.
Це яйцеживородна ящірка. Самиця народжує 2—7 дитинчат розміром до 10 см.

## Розповсюдження
Мешкає у китайських провінціях Гуйчжоу, Гуансі, Хунань, інколи зустрічається у В'єтнамі. Шинізавр крокодиловий знаходиться під охороною.